# Copa Heineken 2011-12
La Copa de Campeones Europeos de Rugby 2011-12 fue la 17.ª edición de la máxima competición continental del rugby de europeo.

## Desarrollo
Como es habitual 24 fueron los equipos participantes, divididos en 6 grupos de 4, para afrontar la primera fase de la competición, la fase de grupos. Tras las 6 jornadas correspondientes a esta primera fase, los primeros de cada grupo y los 2 mejores segundos se clasificaron para disputar los cuartos de final, a partidos único, las semifinales y la final.
En esta 16.ª edición del torneo participaron 6 equipos franceses, 7 ingleses, 3 galeses, 4 irlandeses, 2 escoceses y 2 italianos.

### Playoffs
Los 6 equipos que acabaron primeros de grupo se clasificaron para cuartos de final, además de los 2 equipos que acabaron en segunda posición con más puntos. Los equipos que jugaron como locales fueron los que más puntos consiguieron, o en caso de empate se aplicó el criterio de ensayos a favor o diferencia entre puntos anotados y encajados. En las semifinales se aplicó el mismo criterio para decidir qué equipo jugaba como local. La gran final se disputó el 19 de mayo del año 2012 en el Estadio de Twickenham de Londres ante 81.774 espectadores. Leinster Rugby se coronó por segunda vez consecutiva como Campeón de Europa y logró su tercer título continental en su historia.

## Fase de grupos

### Grupo 1
| Equipo             | J | G | E | P | Tries for | Tries against | Try diff | Points for | Points against | Points diff | TB | LB | Pts |
| ------------------ | - | - | - | - | --------- | ------------- | -------- | ---------- | -------------- | ----------- | -- | -- | --- |
| Munster            | 6 | 6 | 0 | 0 | 14        | 10            | +4       | 163        | 118            | +45         | 1  | 0  | 25  |
| Scarlets           | 6 | 3 | 0 | 3 | 12        | 9             | +3       | 119        | 124            | −5          | 1  | 2  | 15  |
| Northampton Saints | 6 | 2 | 0 | 4 | 18        | 16            | +2       | 176        | 160            | +16         | 2  | 2  | 12  |
| Castres            | 6 | 1 | 0 | 5 | 10        | 19            | −9       | 111        | 167            | −56         | 1  | 2  | 7   |

### Grupo 2
| Equipo        | J | G | E | P | Tries for | Tries against | Try diff | Points for | Points against | Points diff | TB | LB | Pts |
| ------------- | - | - | - | - | --------- | ------------- | -------- | ---------- | -------------- | ----------- | -- | -- | --- |
| Edinburgh     | 6 | 5 | 0 | 1 | 17        | 11            | +6       | 156        | 138            | +18         | 2  | 0  | 22  |
| Cardiff Blues | 6 | 5 | 0 | 1 | 9         | 5             | +4       | 145        | 110            | +35         | 0  | 1  | 21  |
| Racing Métro  | 6 | 1 | 0 | 5 | 13        | 19            | −6       | 160        | 190            | −30         | 1  | 4  | 9   |
| London Irish  | 6 | 1 | 0 | 5 | 7         | 11            | −4       | 116        | 139            | −23         | 1  | 4  | 9   |

### Grupo 3
| Equipo           | J | G | E | P | Tries for | Tries against | Try diff | Points for | Points against | Points diff | TB | LB | Pts |
| ---------------- | - | - | - | - | --------- | ------------- | -------- | ---------- | -------------- | ----------- | -- | -- | --- |
| Leinster         | 6 | 5 | 1 | 0 | 18        | 7             | +11      | 172        | 88             | +84         | 2  | 0  | 24  |
| Glasgow Warriors | 6 | 2 | 1 | 3 | 8         | 12            | −4       | 106        | 133            | −27         | 0  | 2  | 12  |
| Bath             | 6 | 2 | 0 | 4 | 11        | 15            | −4       | 122        | 151            | −29         | 0  | 3  | 11  |
| Montpellier      | 6 | 1 | 2 | 3 | 8         | 11            | −3       | 84         | 112            | −28         | 0  | 2  | 10  |

### Grupo 4
| Equipo            | J | G | E | P | Tries for | Tries against | Try diff | Points for | Points against | Points diff | TB | LB | Pts |
| ----------------- | - | - | - | - | --------- | ------------- | -------- | ---------- | -------------- | ----------- | -- | -- | --- |
| Clermont Auvergne | 6 | 4 | 0 | 2 | 26        | 5             | +21      | 215        | 69             | +146        | 2  | 2  | 20  |
| Ulster            | 6 | 4 | 0 | 2 | 16        | 8             | +8       | 158        | 87             | +71         | 3  | 1  | 20  |
| Leicester Tigers  | 6 | 4 | 0 | 2 | 13        | 8             | +5       | 123        | 117            | +6          | 1  | 0  | 17  |
| Aironi Rugby      | 6 | 0 | 0 | 6 | 4         | 38            | −34      | 51         | 274            | −223        | 0  | 0  | 0   |

### Grupo 5
| Equipo           | J | G | E | P | Tries for | Tries against | Try diff | Points for | Points against | Points diff | TB | LB | Pts |
| ---------------- | - | - | - | - | --------- | ------------- | -------- | ---------- | -------------- | ----------- | -- | -- | --- |
| Saracens         | 6 | 5 | 0 | 1 | 13        | 10            | +3       | 145        | 107            | +38         | 1  | 1  | 22  |
| Biarritz         | 6 | 3 | 0 | 3 | 18        | 7             | +11      | 143        | 105            | +42         | 3  | 3  | 18  |
| Ospreys          | 6 | 2 | 1 | 3 | 13        | 16            | −3       | 142        | 147            | −5          | 1  | 2  | 13  |
| Benetton Treviso | 6 | 1 | 1 | 4 | 12        | 23            | −11      | 102        | 167            | −65         | 0  | 0  | 6   |

### Grupo 6
| Equipo     | J | G | E | P | Tries for | Tries against | Try diff | Points for | Points against | Points diff | TB | LB | Pts |
| ---------- | - | - | - | - | --------- | ------------- | -------- | ---------- | -------------- | ----------- | -- | -- | --- |
| Toulouse   | 6 | 4 | 0 | 2 | 16        | 11            | +5       | 150        | 105            | +45         | 1  | 1  | 18  |
| Harlequins | 6 | 4 | 0 | 2 | 11        | 7             | +4       | 122        | 94             | +28         | 0  | 1  | 17  |
| Gloucester | 6 | 3 | 0 | 3 | 10        | 12            | −2       | 111        | 122            | −11         | 1  | 2  | 15  |
| Connacht   | 6 | 1 | 0 | 5 | 5         | 12            | −7       | 68         | 130            | −62         | 0  | 2  | 6   |

## Fase final[1]
|  | Cuartos de final      | Cuartos de final | Cuartos de final   |                |                    | Semifinales | Semifinales | Semifinales |  |                    | Final  | Final | Final |  |
|  |                       |                  |                    |                |                    |             |             |             |  |                    |        |       |       |  |
|  |                       |                  |                    |                |                    |             |             |             |  |                    |        |       |       |  |
|  | Bandera de Escocia    | Edinburgh        | 19                 |                |                    |             |             |             |  |                    |        |       |       |  |
|  | Bandera de Escocia    | Edinburgh        | 19                 |                |                    |             |             |             |  |                    |        |       |       |  |
|  | Bandera de Francia    | Toulouse         | 14                 |                |                    |             |             |             |  |                    |        |       |       |  |
|  | Bandera de Francia    | Toulouse         | 14                 |                | Bandera de Escocia | Edinburgh   | 19          |             |  |                    |        |       |       |  |
|  |                       |                  |                    |                | Bandera de Escocia | Edinburgh   | 19          |             |  |                    |        |       |       |  |
|  |                       |                  | Bandera de Irlanda | Ulster         | 22                 |             |             |             |  |                    |        |       |       |  |
|  | Bandera de Irlanda    | Leinster         | Bandera de Irlanda | Ulster         | 22                 | 34          |             |             |  |                    |        |       |       |  |
|  | Bandera de Irlanda    | Leinster         |                    |                |                    |             |             |             |  |                    |        |       |       |  |
|  | Bandera de Gales      | Cardiff          | 3                  |                |                    |             |             |             |  |                    |        |       |       |  |
|  | Bandera de Gales      | Cardiff          | 3                  |                |                    |             |             |             |  | Bandera de Irlanda | Ulster | 14    |       |  |
|  |                       |                  |                    |                |                    |             |             |             |  | Bandera de Irlanda | Ulster | 14    |       |  |
|  |                       |                  | Bandera de Irlanda | Leinster Rugby | 42                 |             |             |             |  |                    |        |       |       |  |
|  | Bandera de Irlanda    | Munster          | Bandera de Irlanda | Leinster Rugby | 42                 | 16          |             |             |  |                    |        |       |       |  |
|  | Bandera de Irlanda    | Munster          |                    |                |                    |             |             |             |  |                    |        |       |       |  |
|  | Bandera de Irlanda    | Ulster           | 22                 |                |                    |             |             |             |  |                    |        |       |       |  |
|  | Bandera de Irlanda    | Ulster           | 22                 |                | Bandera de Francia | Clermont    | 15          |             |  |                    |        |       |       |  |
|  |                       |                  |                    |                | Bandera de Francia | Clermont    | 15          |             |  |                    |        |       |       |  |
|  |                       |                  | Bandera de Irlanda | Leinster       | 19                 |             |             |             |  |                    |        |       |       |  |
|  | Bandera de Inglaterra | Saracens         | Bandera de Irlanda | Leinster       | 19                 | 3           |             |             |  |                    |        |       |       |  |
|  | Bandera de Inglaterra | Saracens         |                    |                |                    |             |             |             |  |                    |        |       |       |  |
|  | Bandera de Francia    | Clermont         | 22                 |                |                    |             |             |             |  |                    |        |       |       |  |
|  | Bandera de Francia    | Clermont         | 22                 |                |                    |             |             |             |  |                    |        |       |       |  |
|  |                       |                  |                    |                |                    |             |             |             |  |                    |        |       |       |  |

### Final
| 19 de mayo de 2012 | Ulster Rugby                                     | 14 – 42 | Leinster Rugby | Estadio de Twickenham, Londres,                         |                                                         |
|                    | Tries Tuohy 61' Penales Pienaar (3) 8', 42', 49' | Reporte | Tries 13' O'Brien 32' Healy 45' Try penal 76' Van der Merwe 80' Cronin Conversiones 14', 33', 46' (3) Sexton 81' McFadden Penales 52', 68', 74' (3) Sexton | Asistencia: 81.774 espectadores Árbitro(s): Nigel Owens | Asistencia: 81.774 espectadores Árbitro(s): Nigel Owens |

|                                  |
| Campeón Leinster Rugby 3° Título |

| Temporadas de la Heineken Cup |
| 1995-96 - 1996-97 - 1997-98 - 1998-99 - 1999-00 - 2000-01 - 2001-02 - 2002-03 - 2003-04 - 2004-05 - 2005-06 - 2006-07 - 2007-08 - 2008-09 - 2009-10 - 2010-11 - 2011-12 - 2012-13 - 2013-14 |